# Günter Hammerschmidt
Günter Hammerschmidt (* 6. Januar 1932 in Magdeburg; † 11. April 2023 ebenda) war ein deutscher Heimatforscher.

## Leben
Hammerschmidt war als Diplomingenieur für Elektrotechnik beim VEM Starkstromanlagenbau Magdeburg im Magdeburger Stadtteil Sudenburg tätig. Schon als Jugendlicher interessierte er sich für die Geschichte seiner Heimatstadt Magdeburg. Mit Veröffentlichungen trat er jedoch im Wesentlichen erst ab 2004 hervor.

## Werke
- Rat der Gemeinde Flechtingen (Hrsg.), Flechtingen und seine Wasserburg. Flechtingen 1990
- Adreßbuch der Stadt Magdeburg von 1823, 2004, ISBN 978-3-933999-24-5
- Häuser mit Hauszeichen in der ehemaligen Altstadt von Magdeburg, Magdeburg 2004
- Magdeburger Familien Teil 1 bis 4, Magdeburg 2008 bis 2010
- Die Chronik vom Magdeburg-Stadtfeld (Wilhelmstadt), dr. ziethen verlag Oschersleben 2016, ISBN 978-3-86289-133-7